# Окситания (регион)
Оксита́ния (фр. Occitanie, окс. и кат. Occitània) — регион Франции, созданный в соответствии с территориальной реформой французских регионов 2016 года в результате объединения регионов Лангедок-Руссильон и Юг-Пиренеи. Датой образования нового региона считается 1 января 2016 года.

## Название
В тексте закона определено временное наименование региона, состоящее из соединения названий исторических областей Лангедок (фр. Languedoc) и Руссильон (фр. Roussillon), гор Пиреней (фр. Pyrénées) и обозначения места региона на карте Франции (Юг; фр. Midi), разделенных (во французском написании) дефисами. Постоянное название и местонахождение региональной столицы должны быть определены Региональным советом до 1 июля 2016 и утверждено Государственным советом Франции до 1 октября 2016.

## География
Регион общей площадью 72 724 км² является вторым по величине на территории метрополии Франции. Он расположен на юге страны и граничит с регионом Новая Аквитания на западе и на северо-западе, Овернь — Рона — Альпы на северо-востоке, Прованс — Альпы — Лазурный Берег на востоке. На юге регион граничит с Испанией и Андоррой. С юго-востока регион омывается Средиземным морем.
По территории региона протекает одна из пяти Великих рек Франции — Гаронна. С юга регион отделён от Испании горным хребтом Пиренеев.

## История
В 1790 году исторические провинции Франции были преобразованы в департаменты. Во время Третьей республики в 1919 году Этьеном Клементелем (фр.) были учреждены «экономические регионы» и произведена первая попытка экономического планирования.
30 июня 1941 года правительство маршала Петена объединило департаменты под руководством регионального перфекта. Они просуществовали до 1946 года и были созданы вновь в 1960 году. Такая структура оставалась неизменной до 2015 года.

## Административное деление
Регион покрывает площадь более чем 72 724 км² с численностью населения 5 683 878 человек. Плотность населения составляет (по состоянию на 2013 год) 76,64 чел./км².

### Департаменты
| Департамент | Департамент       | Герб | Площадь  | Население | Плотность населения | Префектура |
| ----------- | ----------------- | ---- | -------- | --------- | ------------------- | ---------- |
| 09          | Арьеж             |      | 4890 км² | 152 366   | 32,23 чел./км²      | Фуа        |
| 11          | Од                |      | 6139 км² | 362 339   | 59,60 чел./км²      | Каркасон   |
| 12          | Аверон            |      | 8735 км² | 276 229   | 33,01 чел./км²      | Родез      |
| 30          | Гар               |      | 5853 км² | 725 618   | 124,09 чел./км²     | Ним        |
| 31          | Верхняя Гаронна   |      | 6309 км² | 1 279 349 | 201,04 чел./км²     | Тулуза     |
| 32          | Жер               |      | 6257 км² | 189 530   | 31,24 чел./км²      | Ош         |
| 34          | Эро               |      | 6101 км² | 1 077 627 | 174,17 чел./км²     | Монпелье   |
| 46          | Лот               |      | 5217 км² | 174 346   | 34,74 чел./км²      | Каор       |
| 48          | Лозер             |      | 5167 км² | 76 889    | 15,73 чел./км²      | Манд       |
| 65          | Верхние Пиренеи   |      | 4464 км² | 228 854   | 53,30 чел./км²      | Тарб       |
| 66          | Восточные Пиренеи |      | 4116 км² | 457 793   | 111,09 чел./км²     | Перпиньян  |
| 81          | Тарн              |      | 5758 км² | 378 947   | 67,23 чел./км²      | Альби      |
| 82          | Тарн и Гаронна    |      | 3718 км² | 246 971   | 66,76 чел./км²      | Монтобан   |

### Крупнейшие города
Крупнейшими городами региона (с населением более 30 тысяч жителей) являются:
| №  | Город     | Департамент       | Население (2013) |
| -- | --------- | ----------------- | ---------------- |
| 1  | Тулуза    | Верхняя Гаронна   | 458 298          |
| 2  | Монпелье  | Эро               | 272 084          |
| 3  | Ним       | Гар               | 150 564          |
| 4  | Перпиньян | Восточные Пиренеи | 120 959          |
| 5  | Безье     | Эро               | 74 811           |
| 6  | Монтобан  | Тарн и Гаронна    | 57 921           |
| 7  | Нарбон    | Од                | 52 802           |
| 8  | Альби     | Тарн              | 49 342           |
| 9  | Каркасон  | Од                | 46 724           |
| 10 | Сет       | Эро               | 44 270           |
| 11 | Кастр     | Тарн              | 41 636           |
| 12 | Тарб      | Верхние Пиренеи   | 41 062           |
| 13 | Алес      | Гар               | 40 771           |
| 14 | Коломье   | Верхняя Гаронна   | 38 302           |